# 雁鸣湖镇 (敦化市)
雁鸣湖镇，是中华人民共和国吉林省延边朝鲜族自治州敦化市下辖的一个乡镇级行政单位。

## 行政区划
雁鸣湖镇下辖以下地区：
大山村、大沟村、东沟村、小山村、腰甸村、杨木村、湖东村、湖北村、塔拉站村、前进村、胜利村和烧锅村。